# Maristen-Gymnasium Furth
Das Maristen-Gymnasium Furth (kurz: MGF) in Furth im Landkreis Landshut ist ein kirchliches naturwissenschaftlich-technologisches (NTG), wirtschaftswissenschaftliches (WSG-W) und sprachliches Gymnasium, das im Schuljahr 2020/21 rund 880 Schüler betreut. Im Jahr 2006 ist das Gymnasium vom Orden der Maristen-Schulbrüder in die Trägerschaft der katholischen Schulstiftung der Diözese Regensburg übergegangen.

## Geschichte
1946 wurde am Maristenkloster Furth „ein Juvenat als sechsklassige Oberrealschule für den Ordensnachwuchs“ gegründet, anfangs selten mit mehr als 100 Schülern. 1965 erfolgte die Umbenennung der Schule in Maristen-Gymnasium; allerdings wurde sie erst 1976 staatlich anerkannt. Seitdem wird die Schule nicht mehr ausschließlich als Internat geführt. Deshalb und da ab 1985 auch Mädchen aufgenommen wurden, stieg die Schülerzahl signifikant. Zu diesem Zeitpunkt gab es allerdings noch keine Oberstufe am Maristen-Gymnasium. Die Schüler, die das Abitur ablegen wollten, absolvierten die Oberstufe üblicherweise am Maristenkolleg Mindelheim oder an anderen voll ausgebauten Gymnasien.
Erst als 1989 die Schließung der Schule kurz bevorstand, entschied sich der Orden für einen „gewissen Ausbau der Schule“, um „die Zukunft der Schule langfristig zu sichern und als Angebotsschule attraktiv zu machen“. Zum Schuljahresende 1988/1989 wurde dann das Internat geschlossen. Im Jahr 1992 begannen die Planungen für einen Neubau oberhalb des Klosters in nördlicher Richtung. Dieser konnte am 26. Mai 1995 eingeweiht werden. Außerdem wurde ab dem Schuljahr 1994/95 die Oberstufe angeboten. So konnten im Jahr 1997 die ersten Abiturienten verabschiedet werden. Heute ist die Schule ein staatlich anerkanntes mathematisch-naturwissenschaftliches, wirtschaftswissenschaftliches und sprachliches Gymnasium für Mädchen und Jungen. Zum 1. August 2006 ist die Schule vom Maristenorden in die Trägerschaft der Schulstiftung der Diözese Regensburg übergegangen.
Seit der Auflösung des Internats gibt es ein „Tagesheim“ zur Nachmittags-, Hausaufgaben- und Lernbetreuung der Schüler, heute als offene Ganztagsschule bezeichnet. Seit 2010 besteht zudem eine geschlossene Ganztagsschule, bei der der Unterricht – abwechselnd mit Freizeiteinheiten – über den kompletten Tag verteilt ist. Um den Bedürfnissen der Ganztagsschule Rechnung zu tragen, wurde 2013 mit einem Erweiterungsbau begonnen, der die Nutzfläche des Schulgebäudes fast verdoppelt. Er wurde zum Schuljahresbeginn 2015/16 in Betrieb genommen. Für die Erweiterung der Schule sind Finanzmittel in Höhe von 1,5 Millionen Euro im Haushalt 2016 des Landkreises Landshut eingestellt.

## Schulwesen
Nachdem ursprünglich aufgrund der französischen Wurzeln der Maristen-Schulbrüder als zweite Fremdsprache ausschließlich Französisch unterrichtet wurde, kann seit der Neuausrichtung des Gymnasiums 1989 auch Latein gewählt werden.
Neben der offenen und gebundenen Ganztagsschule stehen den neuanzumeldenden Schülern inzwischen je nach Nachfrage auch eine Bläserklasse und eine Fußballklasse mit entsprechenden Angeboten zur Verfügung.

## Ausbildungsrichtungen
| Naturwissenschaftlich-technologische Ausbildungsrichtung | |
| Sprachen                                                 | ab 5. Klasse: 1. Fremdsprache: Englisch ab 6. Klasse: 2. Fremdsprache: Latein oder Französisch ab 10. Klasse: ggf. spätbeginnende Fremdsprache: Spanisch                           |
| Schwerpunkte                                             | ab 8. Klasse: Chemie, Informatik und verstärkt Physik |
| Sprachliche Ausbildungsrichtung                          | |
| Sprachen                                                 | ab 5. Klasse: 1. Fremdsprache: Englisch ab 6. Klasse: 2. Fremdsprache: Latein ab 8. Klasse: 3. Fremdsprache: Französisch ab 10. Klasse: ggf. spätbeginnende Fremdsprache: Spanisch |
| Schwerpunkte                                             | ab 8. Klasse: Französisch |
| Wirtschaftswissenschaftliche Ausbildungsrichtung         | |
| Sprachen                                                 | ab 5. Klasse: 1. Fremdsprache: Englisch ab 6. Klasse: 2. Fremdsprache: Latein oder Französisch ab 10. Klasse: ggf. spätbeginnende Fremdsprache: Spanisch                           |
| Schwerpunkte                                             | ab 8. Klasse: Wirtschaft und Recht, Wirtschaftsinformatik |

## Schulleben
Im Jahr 1988 wurde der Förderverein der Freunde und Ehemaligen des Maristen-Gymnasiums Furth gegründet, der seither zusätzliche Geldmittel für die Schule aufbringt, um dieser über den Schulhaushalt hinausgehende Investitionen zu ermöglichen. Jährlich im März findet das „Fördererfest“ statt.
Im Rahmen des „Further Colloquiums“ finden regelmäßig Vorträge namhafter Persönlichkeiten wie zum Beispiel Pater Anselm Grün oder Politikwissenschaftler Heinrich Oberreuter in der Aula des Maristen-Gymnasiums statt. So gab es beispielsweise 2008 mehrere Vorträge bekannter Mathematiker zum Jahr der Mathematik. Derzeit (Stand: 2015) läuft eine vom Verein Sternenfreunde Furth e. V. veranstaltete Vortragsreihe des Hochschullehrers Josef Gaßner zu verschiedenen Themengebieten der Astronomie.
Im Schuljahr 2014/15 wurde das „Forum Europa am Maristen-Gymnasium“ ins Leben gerufen als Vortrags- und Diskussionsreihe mit Politikern aller großer Parteien in und über die Schulfamilie hinaus. Das „Forum Europa“ trägt der europäischen Ausrichtung des Gymnasiums Rechnung, der an die Schülerinnen und Schüler weitergegeben werden soll.
Das Maristen-Gymnasium besitzt eine Bigband und verschiedene Schulchöre, die verschiedene Veranstaltungen in der näheren Umgebung musikalisch umrahmen und einmal pro Schuljahr eine Chorfahrt ins Ausland unternehmen.

In Deutschland verwendetes Logo des UNESCO-Schulprojekts

SOR-SMC-Logo

Seit Oktober 2012 ist das Gymnasium eine Schule ohne Rassismus – Schule mit Courage. Die Auszeichnung wurde vom Fußball-Bundesliga-Schiedsrichter Wolfgang Stark übergeben. Das Gymnasium nimmt zudem an folgenden Initiativen/Programmen teil:
- UNESCO-Projektschule[5]
- „Europa macht Schule“ (EmS)[6]

Der gemeinnützige Verein Sternenfreunde Furth e. V. wurde im Jahr 2013 im Rahmen eines P-Seminars gegründet, das sich die Planung einer Sternwarte zum Ziel gesetzt hat. Der Umsetzung konnte im begrenzten Zeitrahmen von eineinhalb Jahren nicht stattfinden, sodass sich nun der Verein darum kümmert. Geplant ist der Bau und Betrieb einer Volkssternwarte bei Stollnried auf dem Gemeindegebiet von Weihmichl.
Entwicklung der Anmeldezahlen
| Schuljahr | Anzahl der Schüler |
| --------- | ------------------ |
| 2014/2015 | 84                 |
| 2015/2016 | 86                 |
| 2016/2017 | 95                 |
| 2017/2018 | 143                |
| 2018/2019 | 132                |
| 2019/2020 | 137                |

Entwicklung der Abiturientenzahlen
| Schuljahr | Anzahl der Schüler |
| --------- | ------------------ |
| 2016/2017 | 79                 |

678 Schüler des Landkreises Landshut besuchten das Gymnasium im Schuljahr 2015/2016. Ins Schuljahr 2016/2017 startet man mit zwei gebundenen Ganztagsklassen.
Schüleraustausch
Schüleraustauschprogramme bestehen zu Partnerschulen in:
- Vereinigte Staaten: Rochester, Minnesota
- Frankreich: Villeurbanne
- Ungarn: Győr
- Mexiko

## Bekannte Absolventen
- Florian Hölzl (* 1985), Jurist und Politiker
- Finnel (* 2004), Webvideoproduzent und Geschäftsführer